# Паама, Март
Март Паама (эст. Mart Paama; 17 января 1938, Тарту — 29 июня 2006, Тарту) — советский эстонский легкоатлет, специалист по метанию копья. Выступал за сборную СССР по лёгкой атлетике в 1960-х годах, победитель и призёр первенств всесоюзного значения, бывший рекордсмен Эстонии, участник двух летних Олимпийских игр. Представлял Тарту и спортивное общество «Калев». Мастер спорта СССР. Тренер, спортивный педагог.

## Биография
Родился 17 января 1938 года в Тарту, Эстония.
Начал заниматься лёгкой атлетикой в местной секции, состоял в спортивном обществе «Калев». С 1956 года входил в число сильнейших эстонских копьеметателей, неоднократно становился победителем и призёром первенств Эстонской ССР.
Впервые заявил о себе на всесоюзном уровне в сезоне 1960 года, когда в зачёте метания копья одержал победу на чемпионате СССР в Москве. Благодаря этой победе удостоился права защищать честь страны на летних Олимпийских играх в Риме — в финале метнул копьё на 74,56 метра, расположившись в итоговом протоколе соревнований на 11-й строке.
В 1961 году выиграл серебряную медаль на чемпионате СССР в Тбилиси.
В 1963 году получил серебро на чемпионате страны в рамках III летней Спартакиады народов СССР в Москве.
В сентябре 1965 года на домашних соревнованиях в Тарту установил рекорд Эстонии в метании копья — 84,05 метра (рекорд продержался 13 лет и был превзойдён Хейно Пуусте), тогда как в октябре на чемпионате СССР в Алама-Ате вновь стал серебряным призёром.
В 1966 году взял бронзу на чемпионате СССР в Днепропетровске, выступил на чемпионате Европы в Будапеште.
В 1967 году победил на чемпионате страны в рамках IV летней Спартакиады народов СССР в Москве, прервав пятилетнее доминирование латыша Яниса Лусиса.
На чемпионате СССР 1968 года в Ленинакане завоевал бронзовую награду. Принимал участие в Олимпийских играх в Мехико — на предварительном квалификационном этапе метания копья показал результат 77,26 метра, чего оказалось недостаточно для выхода в финал.
Награждён орденом «Знак Почёта».
Окончил факультет физического воспитания Тартуского университета (1960), где в 1973—1996 годах работал преподавателем легкой атлетики. Автор ряда научных работ и методических пособий. Тренер, почётный член «Калева».
Умер 29 июня 2006 года в Тарту в возрасте 68 лет. Похоронен на кладбище Раади.